# Isola Weddell
L'isola Weddell (in inglese Weddell Island in spagnolo Isla San José)  è un'isola dell'Oceano Atlantico dell'emisfero australe e fa parte dell'arcipelago delle isole Falkland, a breve distanza dall'isola Staats. È la terza isola per dimensioni dell'arcipelago con una superficie di 254 km². Il suo punto più elevato è il monte Weddell, a 383 m s.l.m..

## Storia

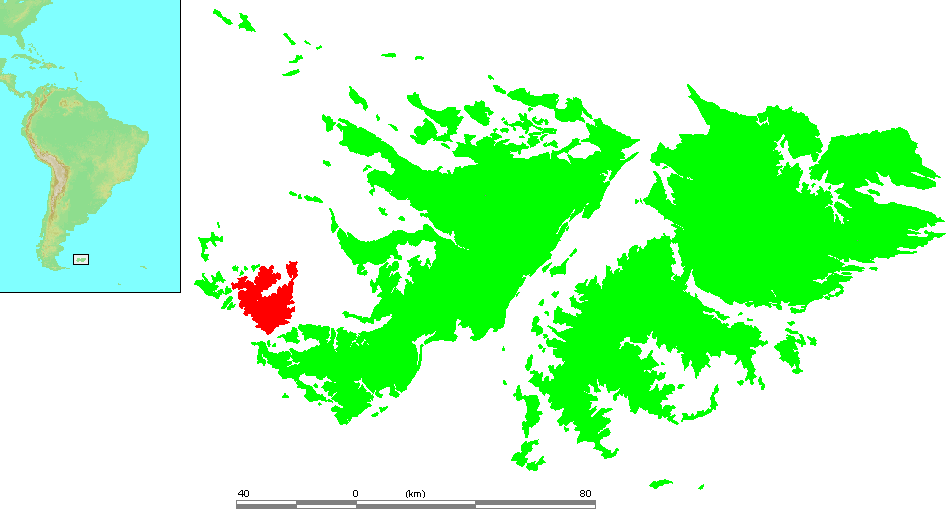
Mappa di localizzazione dell'isola Weddell

L'isola fu scoperta nel 1766 da John MacBride durante il primo rilevamento idrografico dell'arcipelago delle Falkland effettuato dalla sua nave HMS Jason. Il suo territorio è amministrato dal Regno Unito come uno dei territori d'oltremare britannici ed è rivendicato dall'Argentina. Per il suo possesso venne combattuta nel 1982 la guerra delle Falkland.

### Origine del nome
Prende il nome dall'esploratore britannico James Weddell.

## Geografia
L'isola è amministrativamente parte del Territorio britannico d'Oltremare delle Isole Falkland, ma come il resto dell'arcipelago è rivendicata dall'Argentina. Si trova verso sud-ovest dell'arcipelago. È la terza isola per estensione e ha un terreno molto vario, con pianure aperte a colline rocciose, spiagge di sabbia bianca a baie riparate. La cima più alta è il monte Weddell che raggiunge i 383 metri.

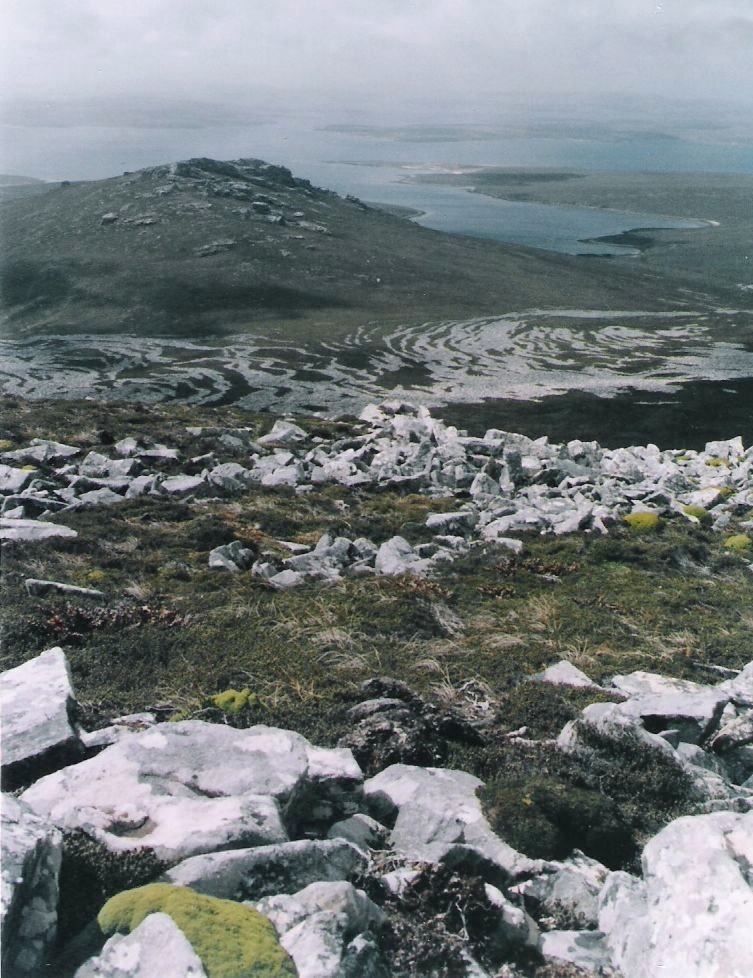
Territorio roccioso dell'isola Weddell

## Aspetti naturalistici
L'isola ha una ricca fauna con pinguini di Gentoo e di Magellano, caracara meridionali e striati, falchi variabili e molti uccelli costieri. Le foche meridionali abitano la costa settentrionale. Sull'isola è stata introdotta anche la volpe grigia della Patagonia negli anni trenta del XX secolo da un eccentrico precedente proprietario che ha portato con sé anche puzzole, nandù e pappagalli. L'isola di Weddell inoltre è un habitat vegetale molto importante per le Falkland e conserva oltre il 60% di tutte le specie vegetali autoctone delle Falkland, tra cui alcune specie molto rare.